# Vosvózis
Vosvózis (grec moderne : Βοσβόζης) est une rivière coulant en Thrace occidentale, en Grèce. Sa longueur est de 53 km. La rivière prend sa source dans la montagne de Papíkio. Elle traverse la ville de Komotiní et se jette dans le lac Ismarída, dont les eaux se jettent dans le golfe d'Anichtón, dans la mer de Thrace, au sein du parc national de Macédoine-Orientale-et-Thrace. La rivière a un bassin versant d'environ 340 km2,.